# Berlandiella zabele
Berlandiella zabele es una especie de araña cangrejo del género Berlandiella, familia Philodromidae. Fue descrita científicamente por Pantoja, Drago-Bisneto & Saturnino en 2020.

## Distribución
Esta especie se encuentra en Brasil.